# Pleurochaete squarrosa
Pleurochaete squarrosa là một loài Rêu trong họ Pottiaceae. Loài này được (Brid.) Lindb. miêu tả khoa học đầu tiên năm 1864.

## Hình ảnh

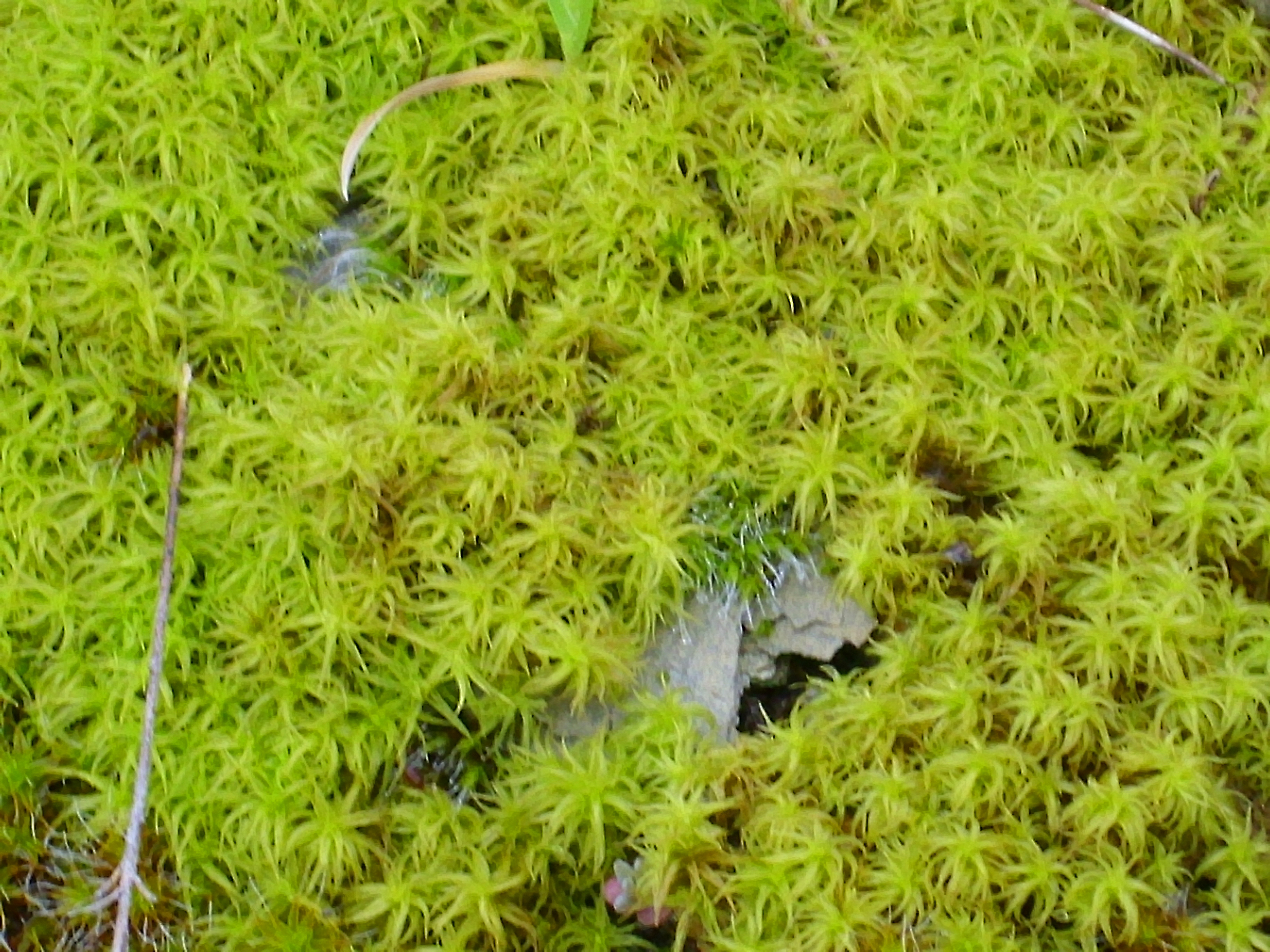
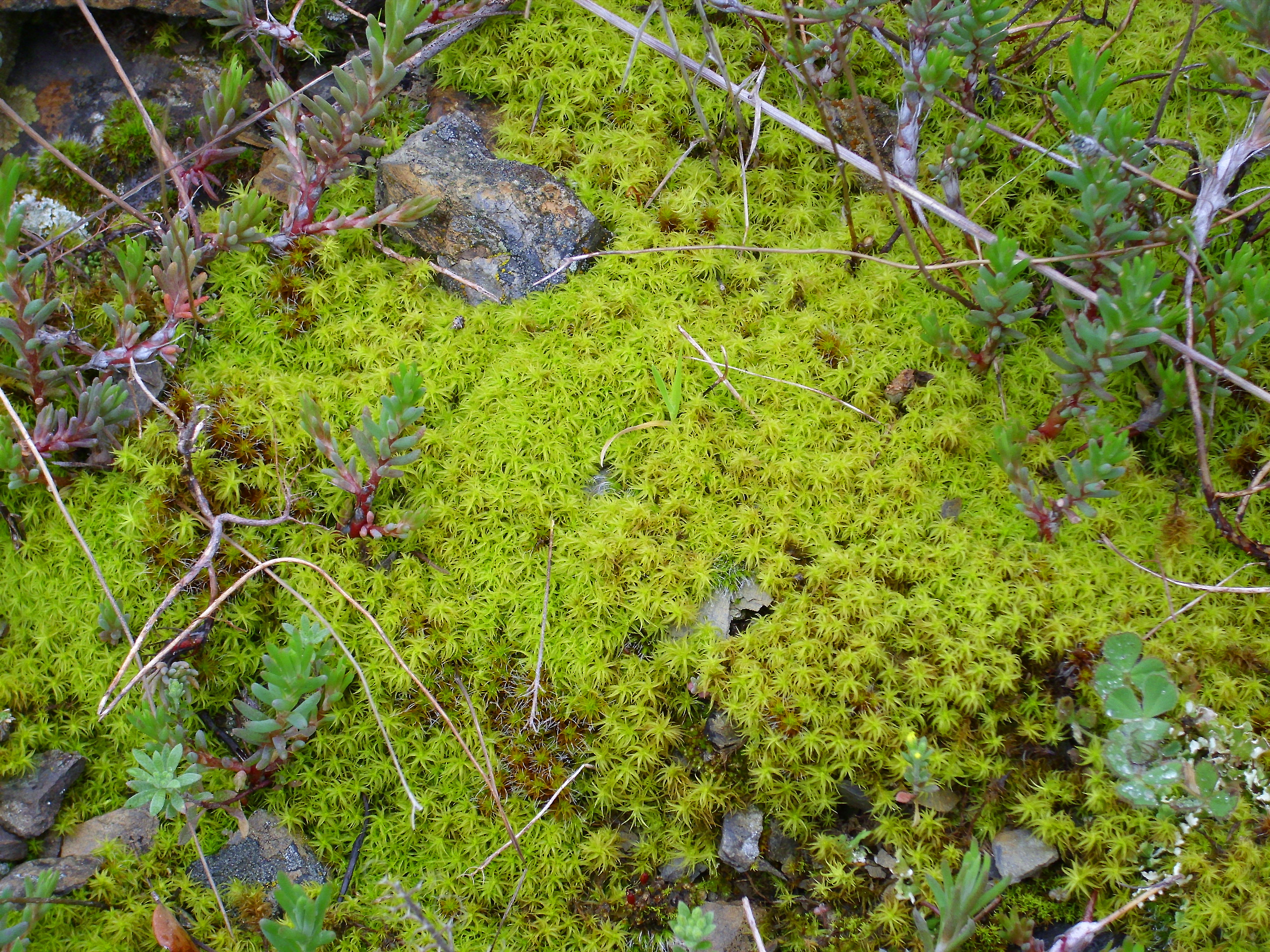
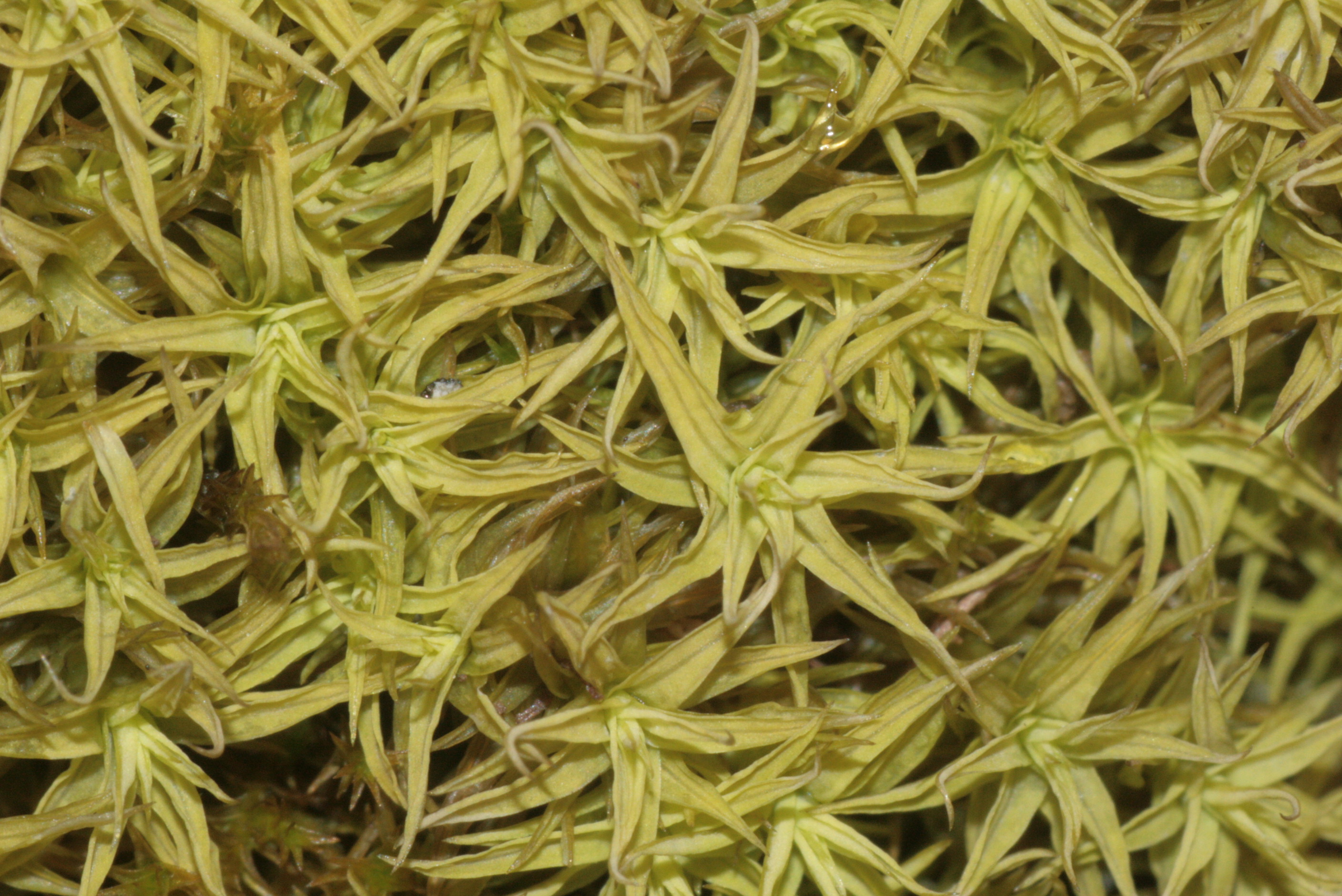
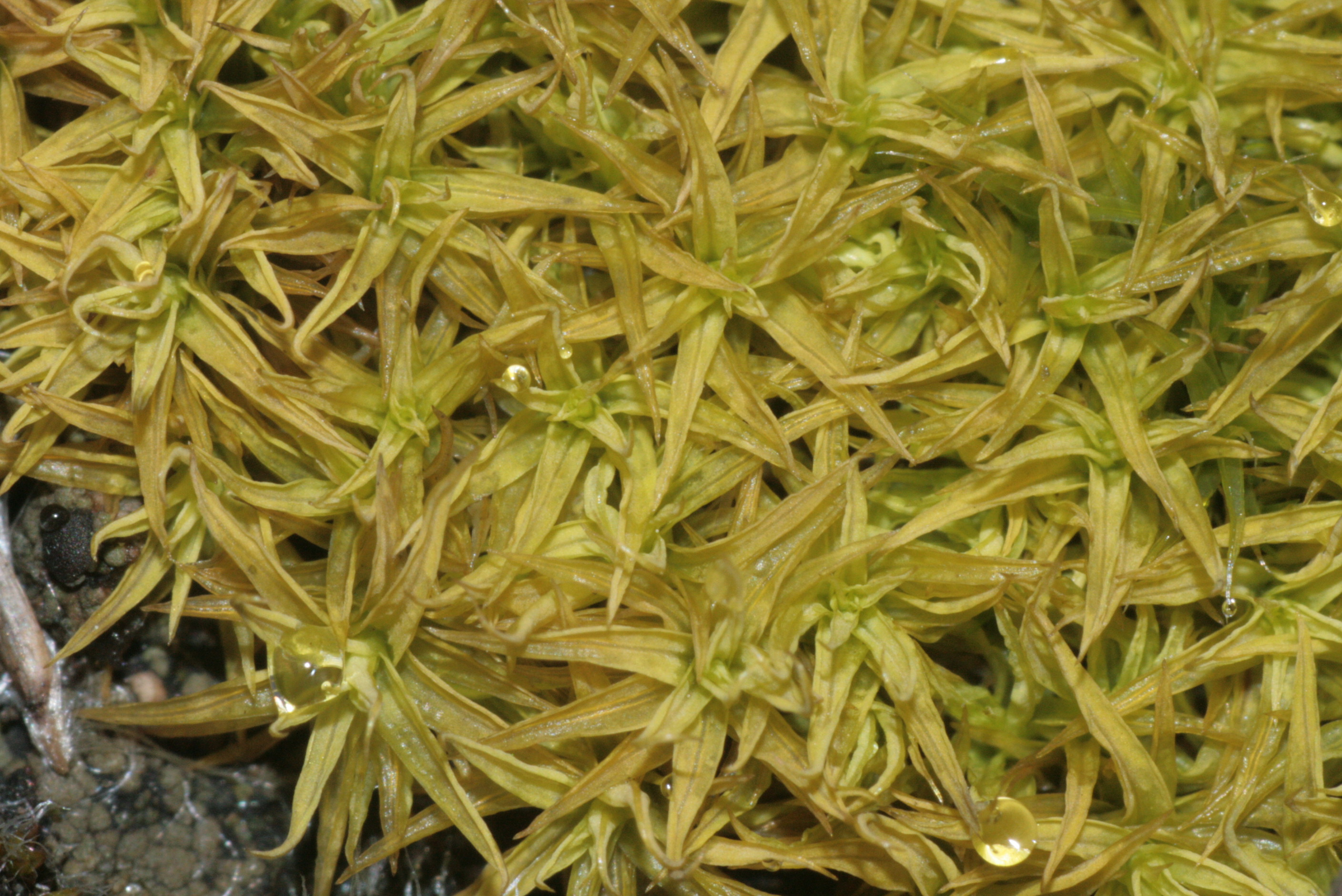